# آرثر بول
آرثر بول (23 يناير 1892 - 18 ديسمبر 1965)  (بالإنجليزية: Arthur Bull)‏ هو لاعب كريكت بريطاني (وحمل سابقاً جنسية المملكة المتحدة لبريطانيا العظمى وأيرلندا).